# Інкерманська залізниця
Інкерма́нська залізни́ця — перша в Україні залізниця, споруджена в 1843 році на кінній тязі довжиною в один кілометр. Її побудував відставний мічман Дмитро Волохов. Основне завдання цієї залізниці — підвіз каміння з Каменоломного яру до пристані в Інкермані для доставлення його звідти морем до Південної бухти.
1873 року тут було прокладено дистанцію Лозово-Севастопольської залізниці. Вона пролягла по старій залізниці і прямо під Монастирською скелею.